# WWE WrestleMania X8
WWE WrestleMania X8 est un jeu vidéo de catch développé par Yuke's et commercialisé sur console de jeux vidéo Nintendo GameCube par THQ en juin 2002. Le jeu est suivi par WWE WrestleMania XIX sur GameCube. Il est le premier jeu vidéo de catch à être commercialisé pour console GameCube.

## Système de jeu
WrestleMania X8 expose un système simple dans l'exécution des prises. Le jeu expose plusieurs types de matchs et ceux-ci varient entre Standard, Hardcore, Table, Ladder, TLC, Battle Royal, match en cage, Hell in a Cell et Ironman. Le nombre de participants dans le match peut également être sélectionné dans un match simple, en tag team, dans un match à handicap, en Triple Threat, en Fatal Four-Way, Battle Royal et Royal Rumble. le match en Hell in a Cell permet des prises uniquement exécutables sur les façades de la cage et la capacité de se battre au-dessus de la cage, avec l'option de jeter l'adversaire depuis le haut de la cage.